# Fredric Hasselquist
Fredric Hasselquist (Törnevalla ,Östergötland , 3 de janeiro de 1722 - Esmirna, 9 de fevereiro de 1752 ) foi um naturalista e explorador sueco.
Hasselqvist nasceu em Törnevalla, que fica a dois quilômetros a leste de Linghem, Östergötland. Por conta da decepção frequentemente manifestada por Carlos Lineu, sob quem estudou na Universidade de Uppsala (e sendo um dos seus apóstolos), com a falta de informações sobre a história natural da Palestina, Hasselqvist resolveu empreender uma viagem a esse país. Após obter dinheiro para custear as despesas, ele alcançou Smyrna no final de 1749.
Visitou partes da Ásia Menor, Egito, Chipre e Palestina, fazendo grandes coleções de história natural, mas a sua constituição, naturalmente fraca, cedeu sob as fadigas da viagem, e ele morreu perto de Smyrna a caminho de casa.